# Anís del Mono
L'Anís del Mono est une marque déposée d'anisette originaire de la ville espagnole de Badalone, en Catalogne. Il est utilisé dans la confiserie espagnole depuis le XIXe siècle.

## Histoire de l'usine

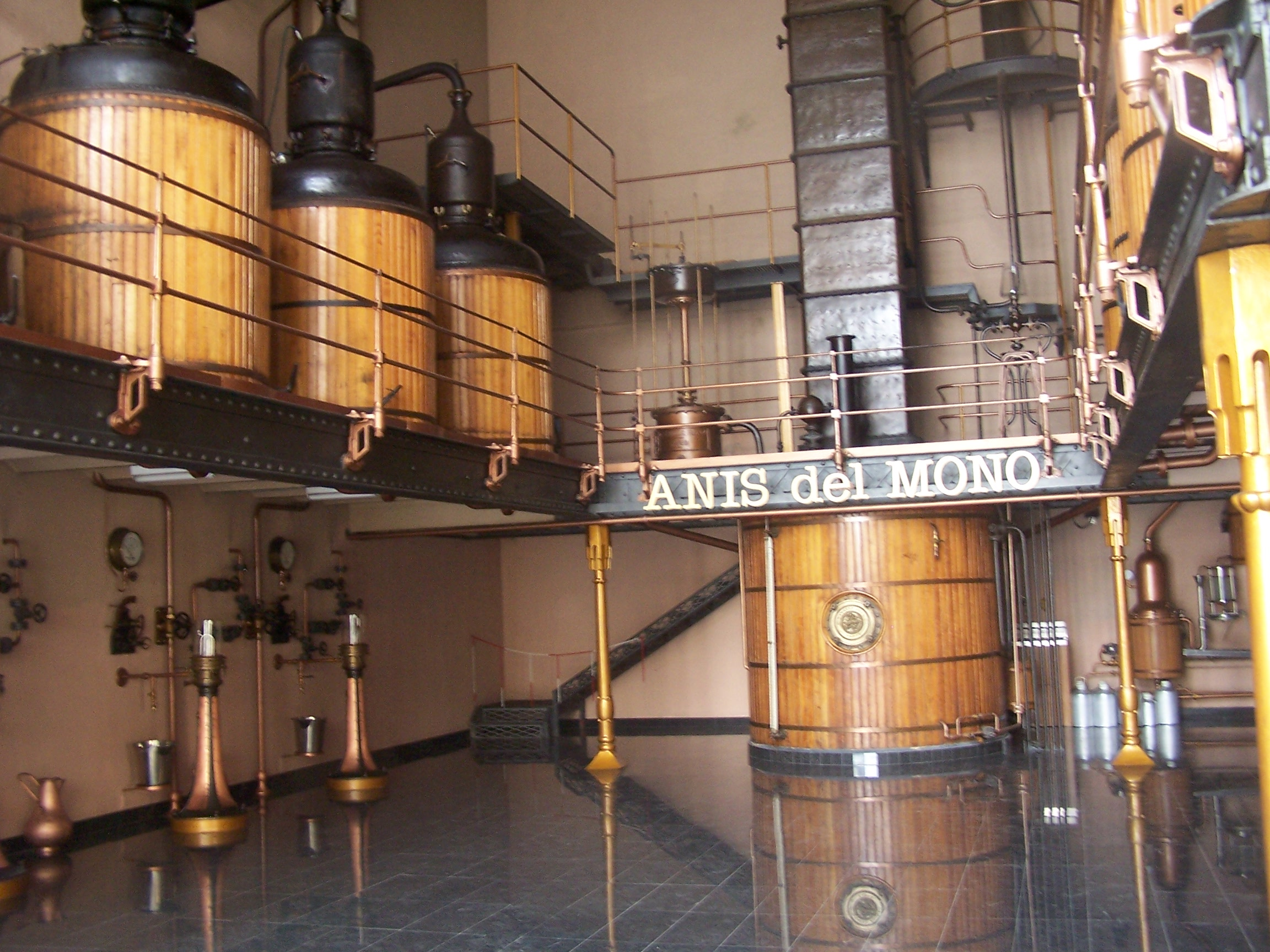
Usine d'Anís del Mono à Badalone.

La fabrique a été fondée à Badalone en 1870, comme l'indique l'étiquette, par les frères Vicente et José Bosch y Grau, et est devenue l'une des plus importantes anisettes d'Espagne. Son système de production est artisanal, comme il était utilisé il y a plus de 150 ans. Les salles de distillation Art nouveau, les archives et le bureau du directeur, ainsi que le mobilier en bois d'époque, conçu par l'architecte badalonais Joan Amigó i Barriga, revêtent une importance historique particulière dans l'usine. L'usine a été déclarée site du patrimoine historique en 2007.

## Ingrédients
L'Anís del Mono contient du matalahúva (grana d'anis), duquel est extraite l'huile essentielle qui donne au produit son bouquet caractéristique, de l'eau chimiquement pure, du sirop de glucose raffiné et filtré et de l'alcool. Le processus de distillation est effectué dans des alambics en cuivre originaux du XIXe siècle. Deux variétés d'anis sont produites, l'anis sec (étiquette verte) et l'anis doux (étiquette rouge). En date de 2011, il est consommé l'Union européenne, et est exporté vers les États-Unis et plusieurs pays d'Amérique latine.

## Premio de pastelería Anís del Mono
La liqueur d'anis est un accompagnement pour les desserts et les snacks. 
L'harmonie qui s'est établie entre la liqueur Anís del Mono et le chocolat est au centre du concours de la meilleure spécialité de confiserie Anís del Mono, organisé à l'école de confiserie de Barcelone,.

## Dans la culture

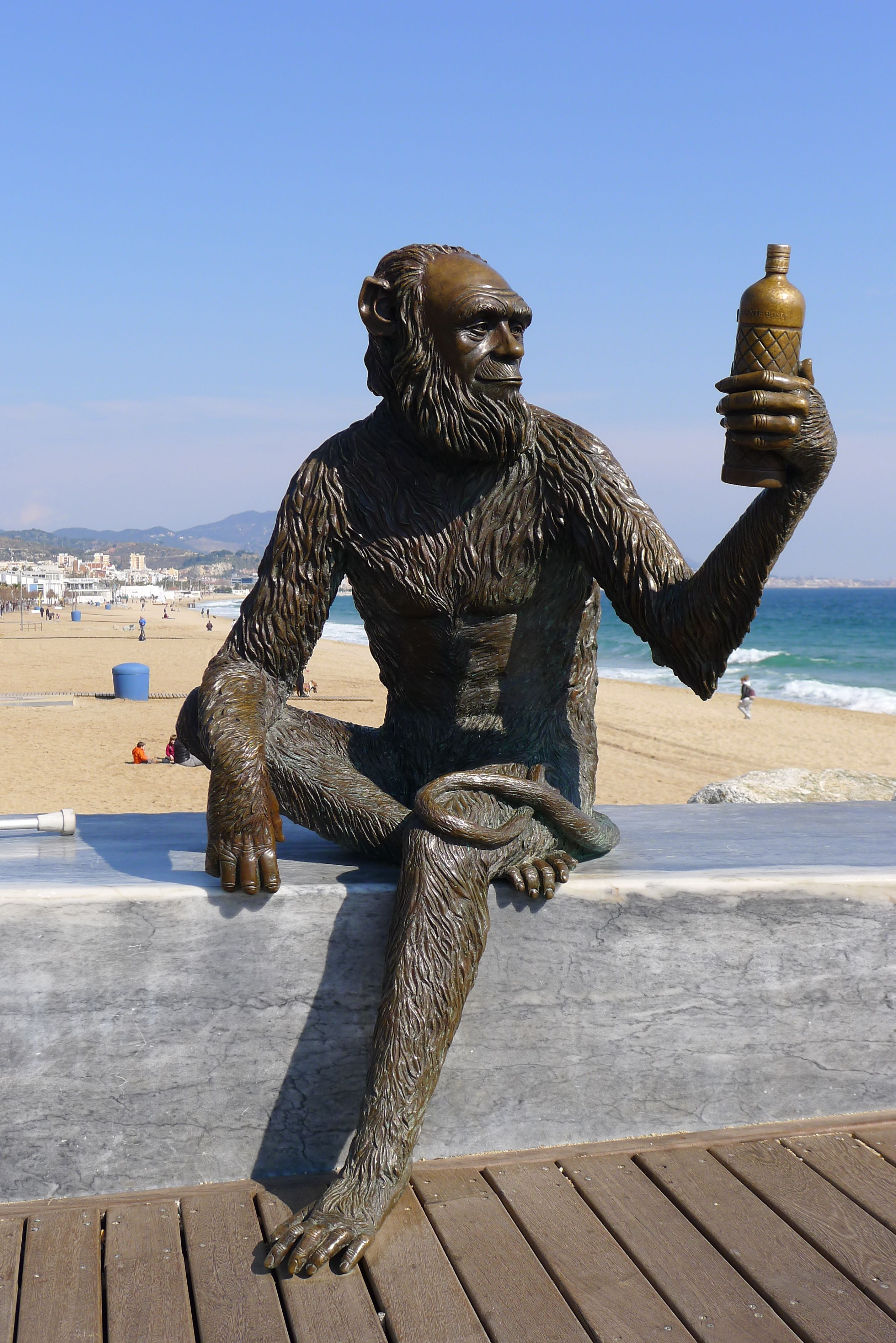
Statue au front de mer

Dans son roman Au dessous du volcan, l'écrivain Malcolm Lowry utilise cette marque : « M. Laruelle se versa un nouvel anis. Cela lui rappelait l'absinthe et c'est pourquoi il en buvait. Son visage était devenu singulièrement cramoisi cependant qu'un léger frisson agitait sa main plaquée contre la bouteille dont l'étiquette libéra un bondissant démon rubicond lui brandissant une fourche menaçante sous le nez ». (Traduction Jacques Darras).

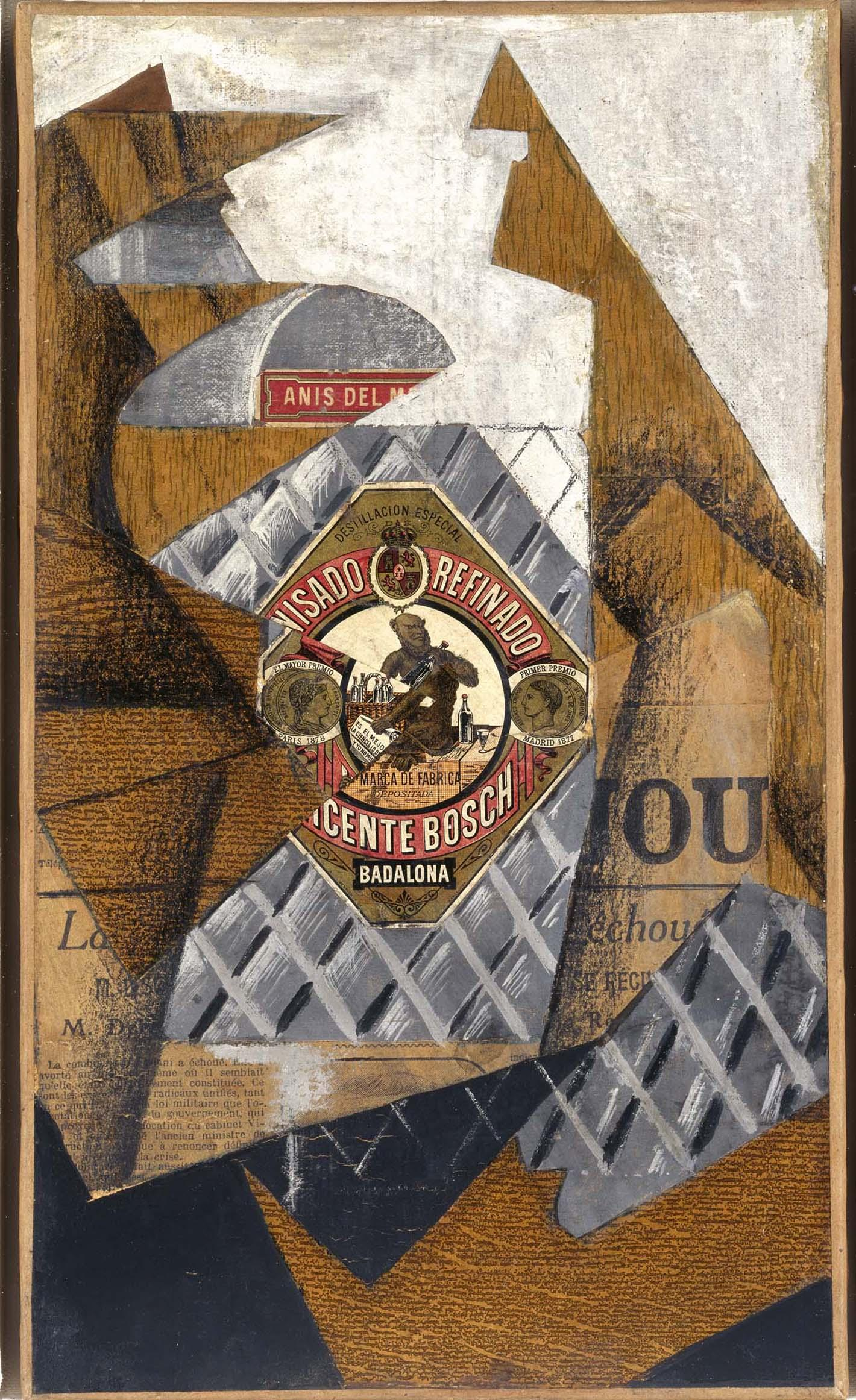
Collage de Juan Gris

La Bouteille d'anis del Mono est un tableau réalisé par le peintre espagnol Pablo Picasso en 1909. Le peintre Juan Gris a également utilisé cette marque dans son collage cubiste de 1914, La Bouteille d'anis del Mono.
Le film Donnie Brasco de Mike Newell comporte une scène, après un repas de pâtes italiennes, dans laquelle ils boivent du café et de l'Anís del Mono, qui est clairement identifié par sa bouteille particulière.
Depuis le 7 juillet 2012, la marque a sa propre statue sur le front de mer de Badalone.

Il y a également une erreur de frappe qui n'a jamais été corrigée en connaissance de cause : on peut lire sur l'étiquette « destillacion » au lieu de destilación.

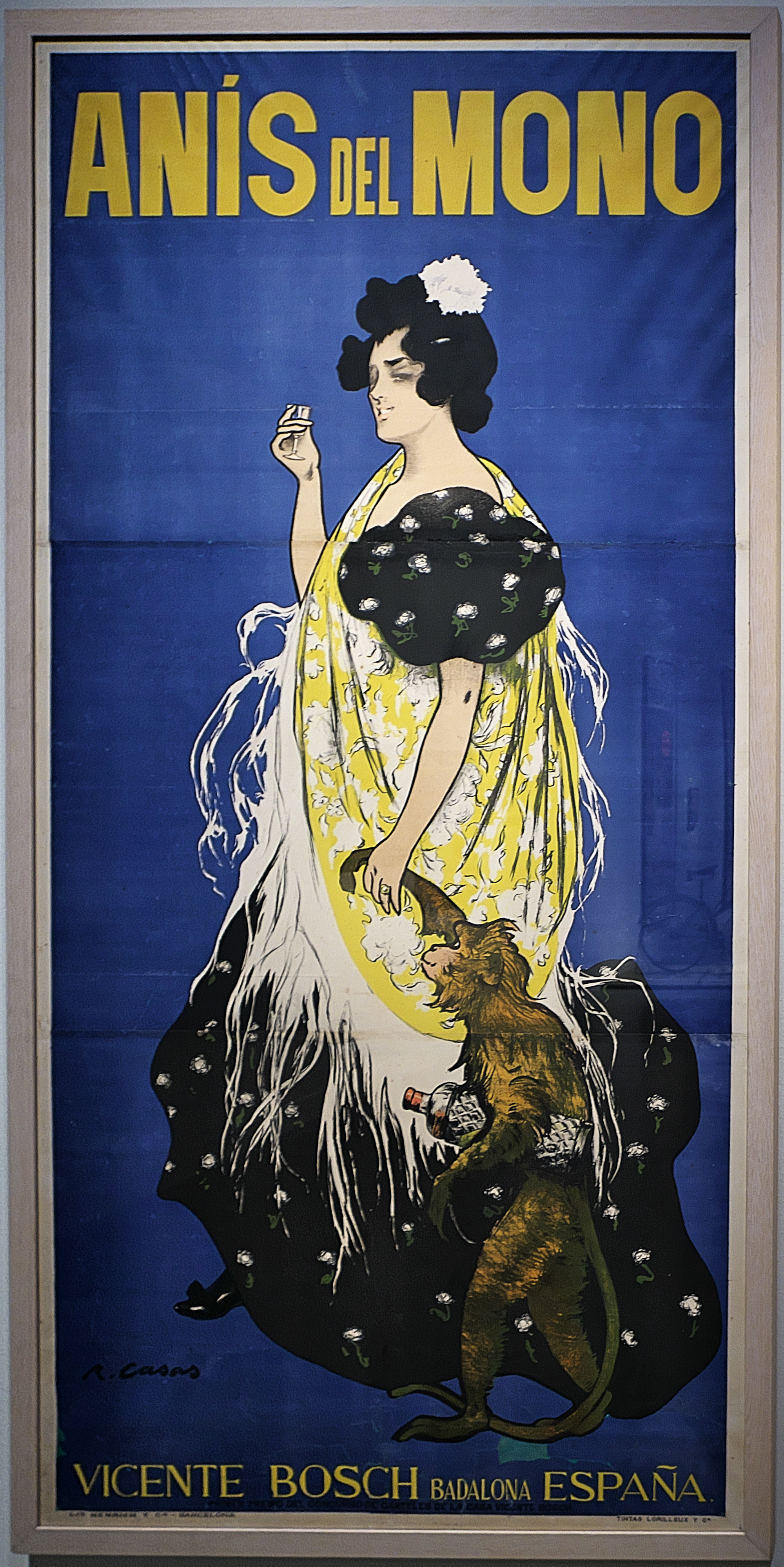
Lithographie (1898)
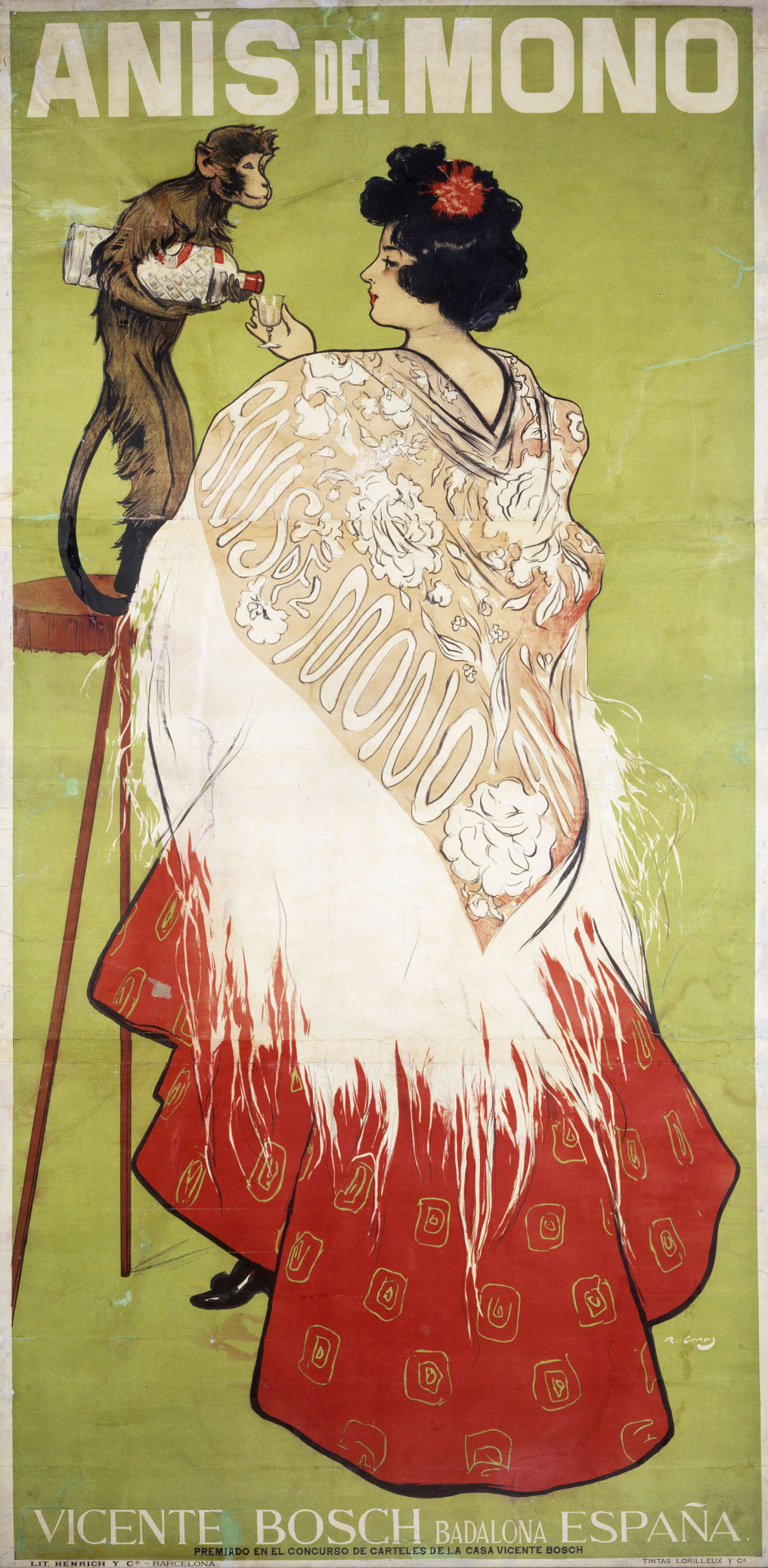
Ancienne réclame (1898)
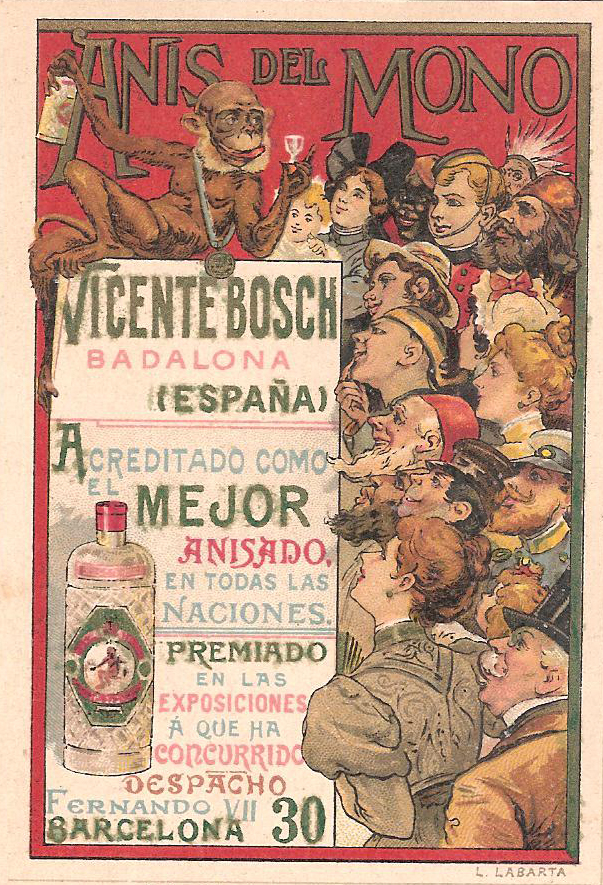
Réclame par Lluis Labarta (1898)